# Charles Francis Laseron

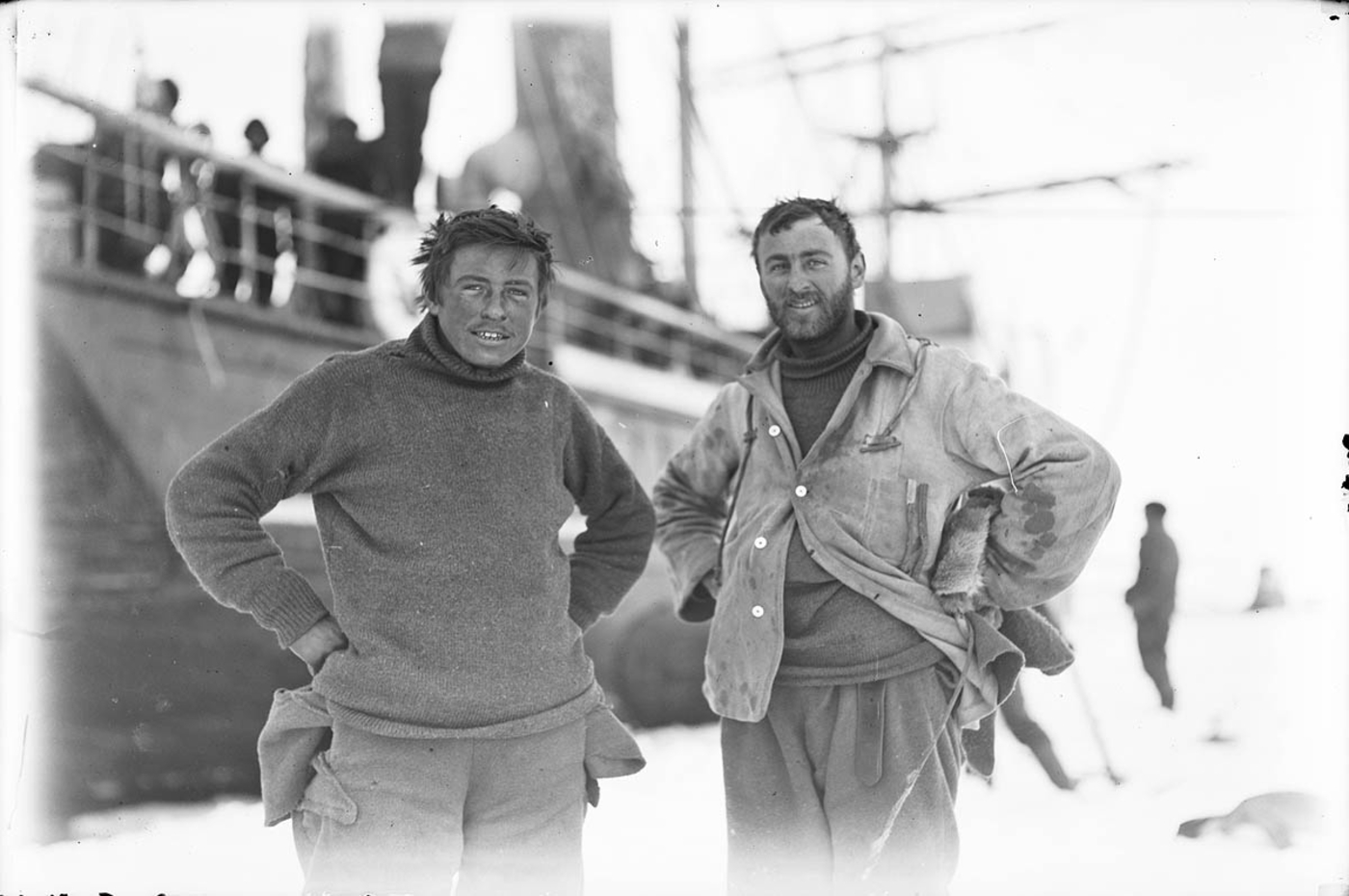
Laseron (rechts) mit Percy Correll auf der Antarktisexpedition von Douglas Mawson

Charles Francis Laseron (* 6. Dezember 1887 in Manitowoc; † 27. Juni 1959 in Sydney) war ein in den USA geborener australischer Naturwissenschaftler und Malakologe.
Charles Laserons Eltern waren Reverend David Laseron und dessen Frau Frances, geborene Bradley. Sie stammten aus England und die Familie wohnte auch ab 1888 zeitweise in London, bevor sie 1891 nach Australien zurückkehrten.
Charles besuchte die St Andrew’s Cathedral School in Sydney und das Sydney Technical College, das er mit einem Diplom in Geologie abschloss. Danach war er am Technischen Museum (heute Powerhouse Museum) in Sydney in der Abteilung Geologie tätig und veröffentlichte geologische und paläontologische Arbeiten. 1911–1914 war er Mitglied der Australasiatischen Antarktisexpedition unter (Sir) Douglas Mawson. Im Ersten Weltkrieg nahm er an der Schlacht um Gallipoli teil und wurde verwundet, was 1916 zu seiner Entlassung aus der Armee führte. Später veröffentlichte er darüber Erinnerungen.
1919 heiratete er Mary Theodora Mason, eine Bankangestellte, mit der er einen Sohn und eine Tochter hatte. Er war nach dem Ersten Weltkrieg wieder am Technischen Museum, kündigte aber, nachdem er mit dem Vorschlag einer eigenen Abteilung für Kunsthandwerk nicht durchkam. Nach 1929 wurde er Geschäftsmann und Auktionator für Antiquitäten, Münzen und Briefmarken und wurde ein anerkannter Philatelist. Mit Ausbruch des Zweiten Weltkrieges meldete er sich als Freiwilliger, wurde aber 1944 wegen Bronchitis und Herzproblemen wieder entlassen.
Laseron starb am 27. Juni 1959 im Concord Repatriation General Hospital in Sydney.
Für seine Antarktis-Forschung erhielt er die Polar Medal. Ferner sind die Laseron-Inseln in der Antarktis nach ihm benannt.

## Arbeiten
- An Autobiography, Sydney, 1904
- From Australia to the Dardanelles, 1916
- South with Mawson, 1947
  - Eisiger Sturm – Mawsons abenteuerliche Antarktisexpedition. Heyne, München 2001, ISBN 3-453-17785-1.
- The Face of Australia, 1953
- Ancient Australia, 1954